# 3XN

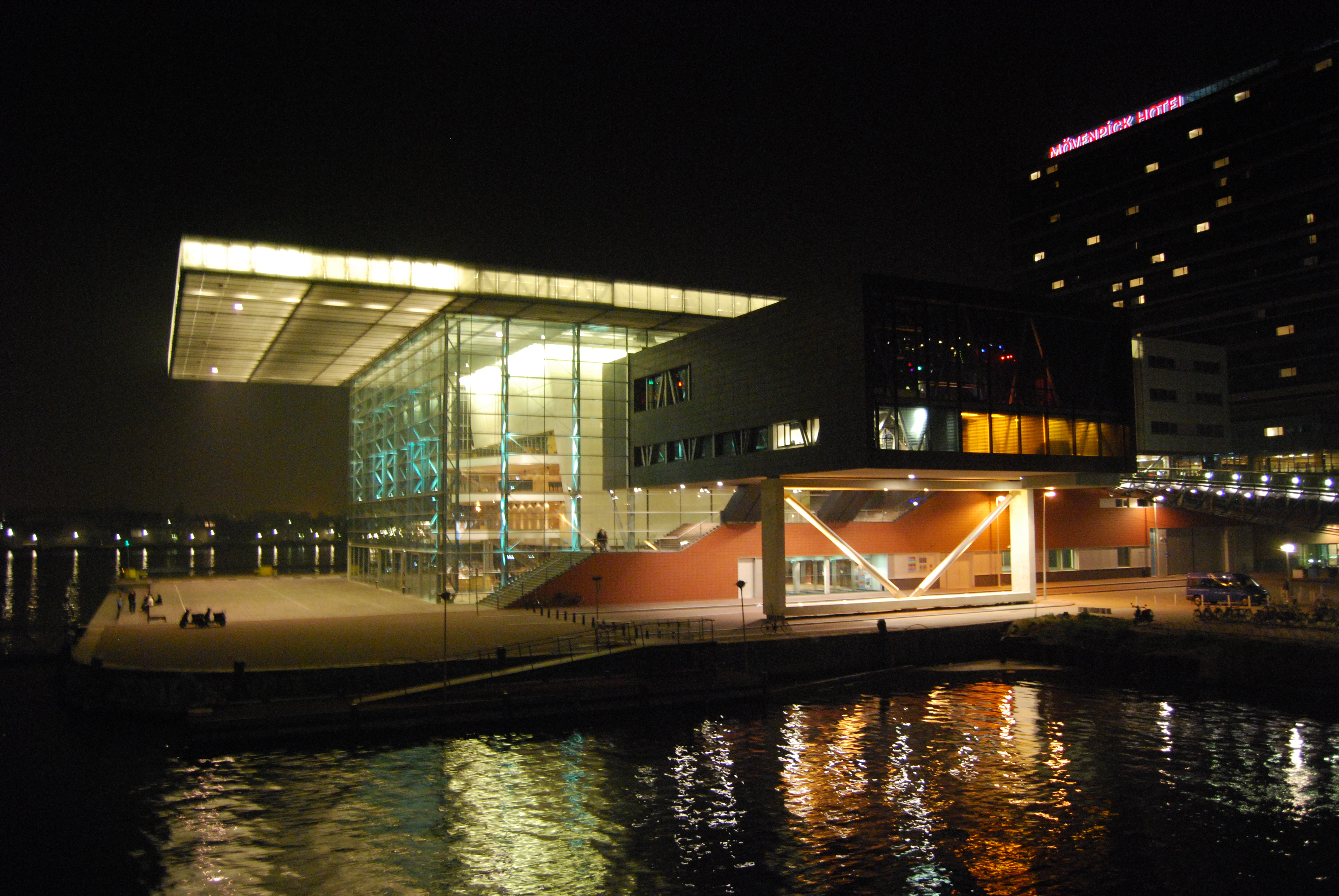
Muziekgebouw aan 't IJ in Amsterdam

3XN is een Deens architectenbureau met het hoofdkantoor in Kopenhagen.

## Geschiedenis
Het bureau begon in 1986 in Århus, als Nielsen, Nielsen & Nielsen (later werd dit: 3 X Nielsen), door de architecten Kim Herforth Nielsen, Lars Frank Nielsen, en Hans Peter Svendler Nielsen.
Thans is Kim Herforth Nielsen de hoofdarchitect van het bureau en bevindt het hoofdkantoor zich in Kopenhagen.
De internationale doorbraak kwam in de jaren negentig, toen ze de Deense ambassade in Berlijn en het Muziekgebouw aan 't IJ in Amsterdam mochten ontwerpen. Voor het Muziekgebouw aan 't IJ wonnen ze verschillende prijzen, waaronder de Nederlandse Bouwprijs in 2007.
Naast het muziekgebouw in Amsterdam is het gemeentehuis uit 2011 in Nieuwegein van hun hand.

## Bekende projecten

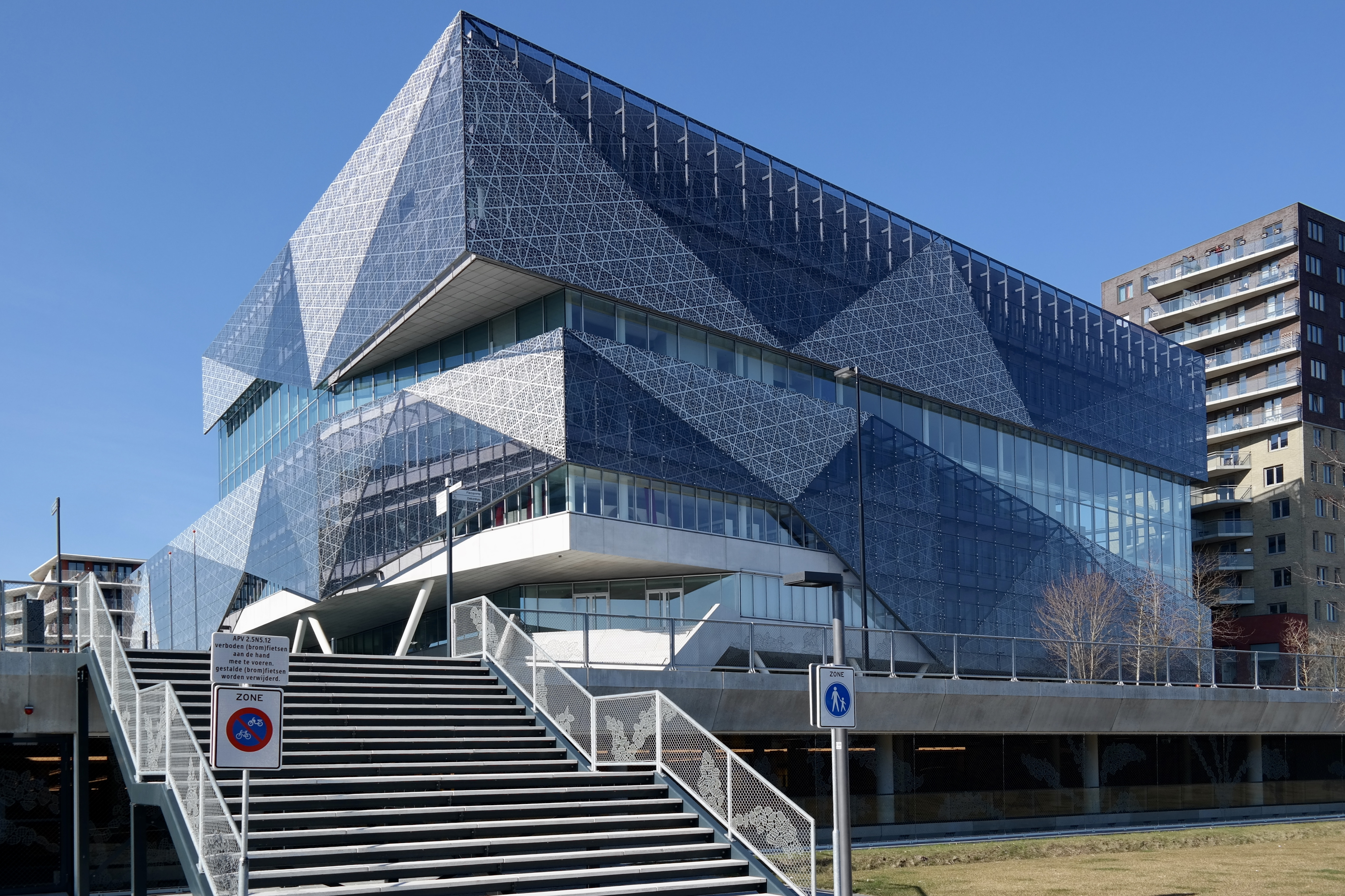
Het moderne gemeentehuis van Nieuwegein

- Architect’s House, Kopenhagen (1996)
- Concertzaal van Tivoli (Kopenhagen), renovatie (2005)
- Muziekgebouw aan 't IJ, Amsterdam (2005)
- Ørestad College, Ørestad, Kopenhagen (2007)
- Bella Sky Hotel, Kopenhagen (2011)
- Gemeentehuis Nieuwegein (2011)
- Museum of Liverpool